# Natalja Krotkowa
Natalja Wiktorowna Krotkowa z domu Chodunowa (ros. Наталья Викторовна Кроткова; ur. 1 lipca 1992 w Biszkeku) – rosyjska siatkarka, grająca na pozycji przyjmującej. 
Jej mąż Walentin, również jest siatkarzem. Gra na pozycji libero.

## Sukcesy klubowe
Klubowe Mistrzostwa Świata:
- 2015

Puchar Rosji:
- 2015, 2018

Puchar CEV:
- 2016[4]

Mistrzostwo Rosji:
- 2017, 2018, 2019
- 2021
- 2016

Superpuchar Rosji:
- 2017, 2018

## Sukcesy reprezentacyjne
Letnia Uniwersjada:
- 2017

Volley Masters Montreux:
- 2018